# Hayme Hatun
Hayme Hatun (en turco otomano: خیمه خاتون‎: "investigador", también conocida como Hayme Ana (Madre Hayme), fue la abuela de Osman I, fundador del Imperio Otomano y la madre de Ertuğrul Gazi, el dirigente del Clan Kayı de los Turcos Oghuz. Era conocida por el título de Madre del Estado del Imperio Otomano.  

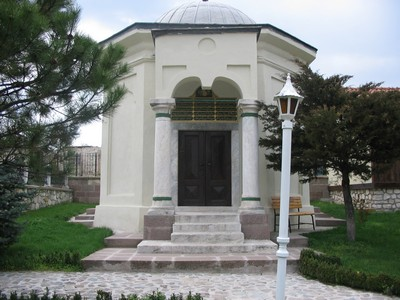
Vista cercana del mausoleo de Hayme Ana

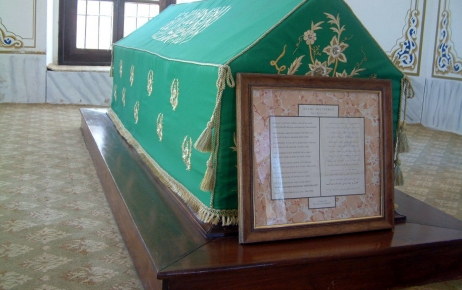
Tumba de Hayme Ana.

## Nombre
Su nombre aparece como Haymana, Hayme Hatun, Hayme Sultan, Ayva Ana y Ayvana. El nombre Hayme Ana parece ser una transferencia obvia del término topográfico "haymana" o "pradera", a un nombre personal.

## Sitio de entierro
El último sitio de descanso de Hayme Ana fue en Çarşamba, un pueblo cercano a Domaniç, en una área de pastos, cercana a una ruta que conectaba las tierras bajas al este de Bursa con Tavşanlı. En 1892 Abdul Hamid II ordenó la recuperación de la tumba de Hayme Ana. El interés de Abdul Hamid en la restauración de los lugares de entierro de sus antepasados tenía implicaciones políticas claras, y ambas recuperaciones pueden ser igualmente fraudulentas.

## Familia
Era descendiente de turcos y pertenecía a una familia turcomana. Era la abuela de Osman I, el fundador del Imperio otomano. Junto con Suleyman Shah, Hayme tuvo cuatro hijos:
- Emir Ertuğrul Han Gazi, Emir de Söğüt (c. 1198 - c. 1281)
- Dündar Bey (c. 1210 - c. 1298)
- Gündoğdu Bey (? - ?)
- Sungurtekin Bey (? - ?)